# Gare de Dal
La gare de Dal a été mise en service en 1854 au moment de l'ouverture de la Hovedbanen. La gare se situe dans la commune d'Eidsvoll.

## Situation ferroviaire
La gare est située au (PK)57,2 et à 152,4 mètres d'altitude. Elle se situe entre les haltes ferroviaires fermées de Herregården et Heiret,.

## Histoire
La gare a été mise en service en même temps que la Hovedbanen : le 1er septembre 1854. Le nom s'orthographiait alors Dahl et ce jusqu'en octobre 1893. La gare a été automatisée en 1965 et n'a plus de personnel sur place depuis 1991.
Des travaux importants ont été menés en 2011 pour moderniser la gare. La gare a été inaugurée le 16 novembre 2011. La halle de marchandise a été inscrite au patrimoine historique et culturel.

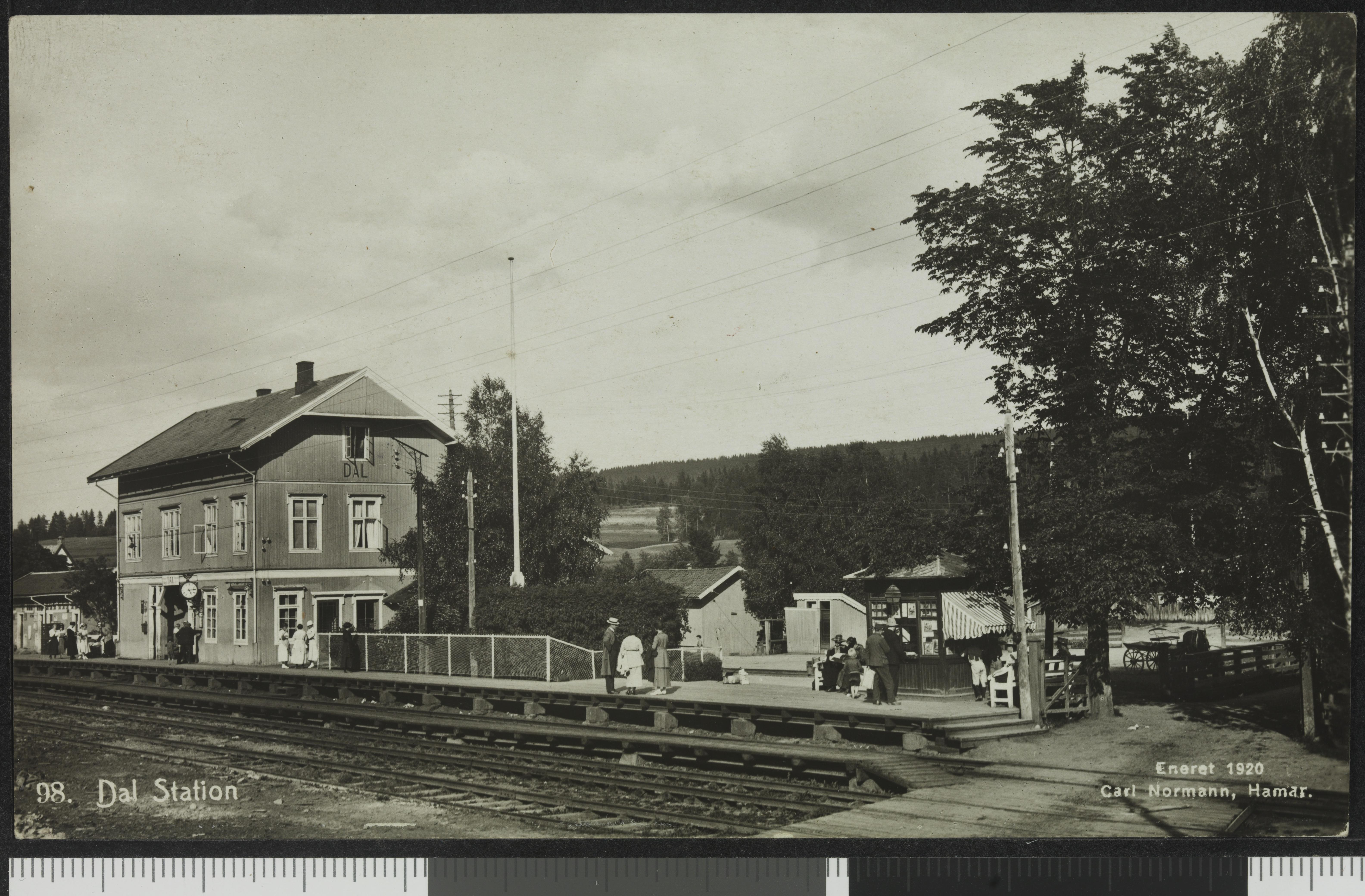
La gare dans les années 1920.
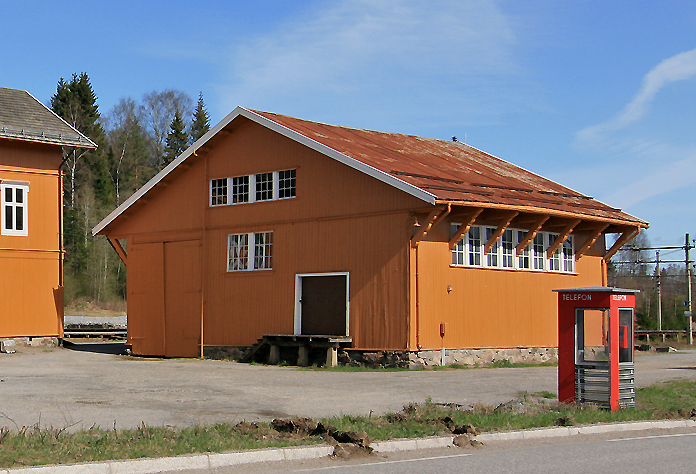
La halle de marchandise inscrite au patrimoine.

## Service des voyageurs

### Accueil
La gare possède un parking de 89 places dont 4 pour les personnes à mobilité réduite ainsi qu'un parking à vélo. La salle d'attente est ouverte du lundi au dimanche de 5h à 17h.

### Desserte
La gare est desservie par la ligne locale L 13 dont elle est un des terminus (Drammen-Oslo-Dal).

### Intermodalité
Avec les travaux de 2011 a été installée une gare routière à côté de la gare ferroviaire.